# شایلو (کارولینای جنوبی)
شایلوو(به انگلیسی: Shiloh) شهری در ایالت کارولینای جنوبی کشور ایالات متحده آمریکا است که جمعیت آن در سرشماری سال ۲۰۱۰ میلادی، ۲۱۴ نفر بوده‌است.